# Aleksiej Jegorow (ur. 1913)
Aleksiej Wasiljewicz Jegorow (ur. 1913 we wsi Siemionowskaja w gminie miedniowskiej w powiecie twerskim, zm. ?) – radziecki funkcjonariusz organów bezpieczeństwa, jeden z wykonawców zbrodni katyńskiej.

## Życiorys
Miał wykształcenie podstawowe, od 1935 służył w Armii Czerwonej, a od 1938 w NKWD. Od 1936 członek Komsomołu, a od 1942 WKP(b). Od 1 maja 1938 strażnik więzienia Zarządu NKWD obwodu kalinińskiego, wiosną 1940 brał udział w mordowaniu polskich więźniów z obozu w Ostaszkowie, za co 26 października 1940 ludowy komisarz spraw wewnętrznych ZSRR Ławrientij Beria przyznał mu nagrodę pieniężną. W 1941 strażnik kalinińskiego międzyrejonowego wydziału Ludowego Komisariatu Bezpieczeństwa Państwowego, w 1951 pracownik Zarządu Ministerstwa Bezpieczeństwa Państwowego obwodu kalinińskiego w stopniu starszego sierżanta. 
Odznaczony Orderem Czerwonej Gwiazdy (24 listopada 1950) i Medalem Za Zasługi Bojowe (30 kwietnia 1946).